# Jackie Burroughs
Jackie Burroughs (2. veljače 1939. – 22. rujna 2010.) je bila englesko-kanadska televizijska i filmska glumica. Najpoznatija je po ulozi Hetty King u kanadskoj TV seriji "Put za Avonlea".

## Vanjske poveznice
- Jackie Burroughs u internetskoj bazi filmova IMDb-u (engl.)